# Friedrich Dieckmann

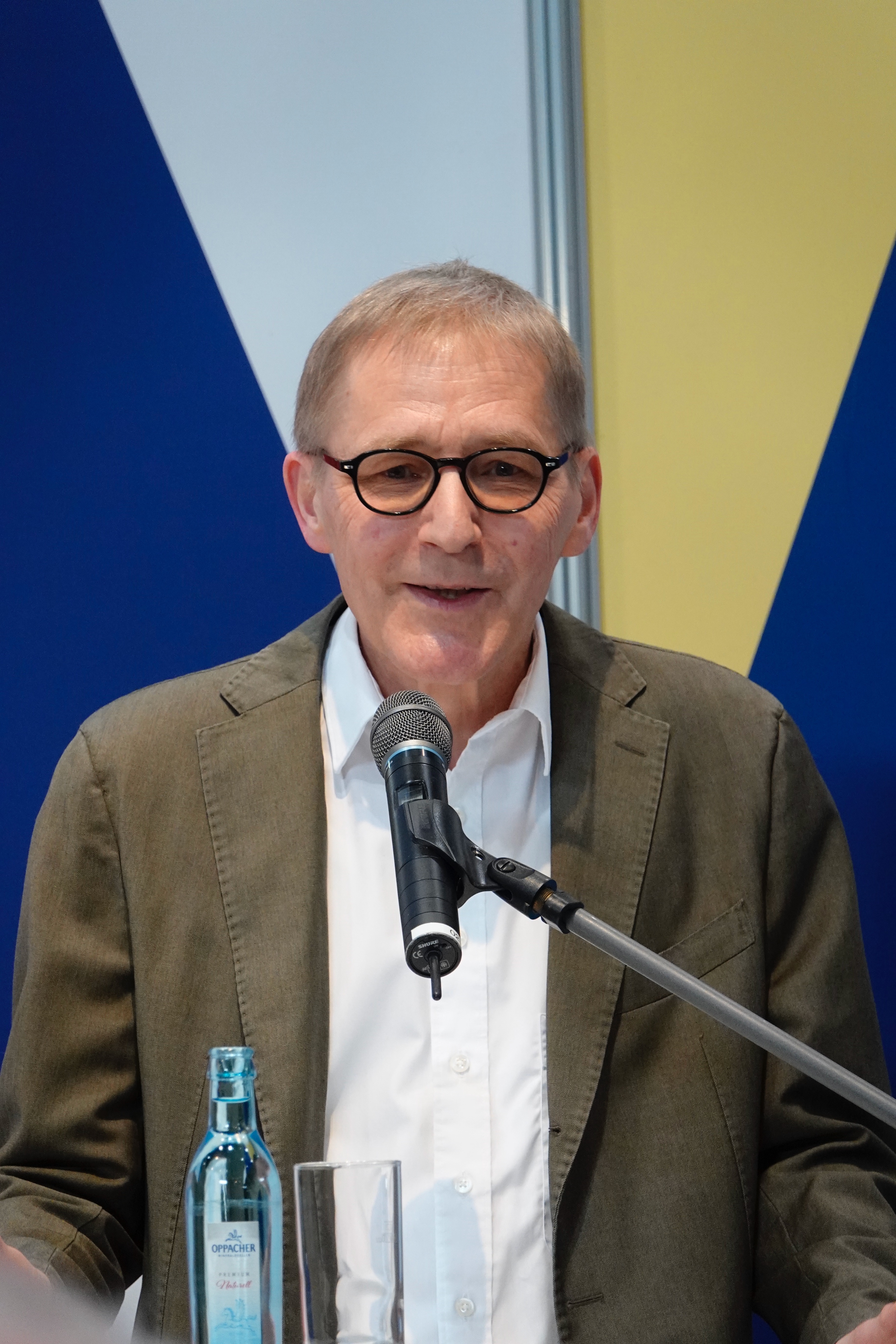
Friedrich Dieckmann beim Alfred-Kerr-Preis 2025

Friedrich Dieckmann (* 25. Mai 1937 in Landsberg an der Warthe) ist ein deutscher Schriftsteller.

## Leben
Friedrich Dieckmann ist der Sohn des Politikers und Präsidenten der Volkskammer Johannes Dieckmann. Er wuchs in Dresden und in Birkenwerder bei Berlin auf. Nach dem Besuch einer Oberschule in Oranienburg legte er 1955 die Reifeprüfung ab und studierte anschließend Germanistik, Philosophie und Physik an der Universität Leipzig. Er lebt seit 1963 als freier Schriftsteller in Berlin. Von 1972 bis 1976 war er Dramaturg am Berliner Ensemble.
Friedrich Dieckmann war ab 1970 Mitglied des Schriftstellerverbandes der DDR. Er ist seit 1972 Mitglied des PEN, zunächst im P.E.N.-Zentrum der DDR, später im PEN-Zentrum Deutschland. 1992 wurde er Mitglied der Freien Akademie der Künste in Leipzig, 1995 der Deutschen Akademie für Sprache und Dichtung in Darmstadt, 1996 der von ihm mitgegründeten Sächsischen Akademie der Künste und 1997 der Berliner Akademie der Künste. Er ist Mitglied des Willy-Brandt-Kreises.

## Werk
Friedrich Dieckmann ist Verfasser von Essays, Kritiken, Erzählungen, Gedichten und Radio-Features.
Dieckmanns Brecht-Forschungen setzten mit seinen Stückanalysen in dem Buch „Karl von Appens Bühnenbilder“ (1971) ein, dessen Erscheinen die Genehmigungsinstanzen um zwei Jahre verzögerten; in späteren Interpretationen, gesammelt in dem Band „Wer war Brecht?“ (2003), verwies er auf die zentrale Bedeutung des Verratsmotivs in Brechts dramatischem Schaffen von „Trommeln in der Nacht“ an und führte Grundkonstellationen des antiaristotelischen Theaters von den Lehrstücken der zwanziger Jahre bis zu „Galilei“ und dem „Kaukasischen Kreidekreis“ auf Motive des spätmittelalterlichen Mysterienspiels zurück, dessen Elemente im schwäbisch-bayerischen Kirchenraum bis weit ins 20. Jahrhundert überdauert hatten.
In dem Essay „Die Glockenkurve und Aladins Wunderlampe“ (1981) veranschaulichte er die Akkumulationsdifferenz zwischen künstlerischen und naturwissenschaftlichen Entwicklungen im Bild mathematischer Funktionen und vertiefte die Aspekte in „Wege zum Sonnenstaat / Der antiapokalyptische Punkt“ (1999) und in dem Vortrag „Geschichte im Modellversuch“ (Nova Acta Leopoldina, 2012).
Aspekte der Anwendung physikalischer Kategorien auf soziale Entwicklungen führten in dem Aufsatz „Die thermische Differenz“ (1993) zur Beschreibung der sog. Wende als gesellschaftlichen Verflüssigungsprozess durch rapide Energiezufuhr sowohl in einem metaphorischen wie kinetisch-konkreten Sinn.
Dieckmanns Arbeiten erschienen seit 1965 in Sinn und Form, später auch in Neue Deutsche Literatur, Neue Deutsche Hefte und Merkur; in der Edition suhrkamp erschienen von ihm in zwölf Jahren vier Essaybände zum Prozess der deutschen Vereinigung: „Glockenläuten und offene Fragen“, „Vom Einbringen“, „Temperatursprung“, „Was ist deutsch?“.
In den Debatten der neunziger Jahre wollte er den Begriff der Identität in Bezug auf deutsche Nationalität durch den der Eigenart ersetzt wissen und zählte Vielfalt zu deren Elementen; zugleich verwies er auf die Herkunft des Nationbegriffs aus den revolutionären Bewegungen seit 1789 und seine Unverzichtbarkeit für sozialkulturellen Zusammenhalt.
Die Geschichtsinterpretation seines eingehenden Essays zu Thomas Manns Tagebüchern 1932/33 (Sinn und Form 1981) war auf den erbitterten Widerstand orthodoxer SED-Historiker gestoßen; in Buchform konnte sie mit andern Arbeiten erst 1990 in der Leipziger Gustav Kiepenheuer Bücherei erscheinen. Aspekte deutscher Nachkriegsgeschichte, insbesondere zu den Hintergründen des 17. Juni 1953, entfaltet der Band „Deutsche Daten oder Der lange Weg zum Frieden“ (2009). 
Dieckmanns Untersuchungen zur deutschen Oper enthält der Band „Gespaltene Welt und ein liebendes Paar / Oper als Gleichnis“ (1999); sie konzentrieren sich auf Mozart, Beethoven, Wagner und Schubert, zu dessen „Fierrabras“ er einen neuen Dialogtext schrieb. Seine Dialogneufassung zu Beethovens „Fidelio“ hatte 1970 zu einem ministeriellen Aufführungsverbot geführt. 
In dem Buch „Die Geschichte Don Giovannis“ (1991) ging Dieckmann der Vorgeschichte von Mozarts und da Pontes Oper bis zu Tirso de Molina, Molière, Gluck und Bertati nach. In Opposition zu Wolfgang Hildesheimers stark verengtem Mozart-Bild analysierte er die prononciert gesellschaftspolitische Bedeutung der „Zauberflöte“ mit allen andern Implikationen des Werks. Den psychodramatischen Schlüssel zu Richard Wagners musikdramatischem Werk fand D. in dessen intensiver seelischen Beziehung zu seiner zehn Jahre älteren Schwester Rosalie, deren früher Tod den Tragiker in ihm weckte („Rosalie oder Das Liebesverbot“): das Inzestverbot als unter- oder vordergründiges Hauptmotiv vieler seiner Werke.
In Dieckmanns biographischen Texten zu Wagner („Richard Wagner in Venedig“, 1983), Schubert (1996) und Schiller (zwei Bände 2005 und 2009) verband der Autor die Werkverankerung in den gesellschaftlichen und politischen Konflikten ihrer Zeit mit der Aufklärung psychisch-individueller Konstellationen, für die Peter von Matt den fruchtbaren Begriff des Psychodramatischen eingeführt hat. 
Alle diese Arbeiten hatten den Charakter von Dokumentarerzählungen mit reichem Zitatanteil. Nur einmal, im Blick auf die Entstehung der „Zauberflöte“, hat Dieckmann rein erzählerische Mittel angewandt („Orpheus, eingeweiht“, 1983); in dem zweiten seiner Schiller-Bände verbanden sich beide Darstellungsweisen. 
Als Architekturkritiker trat Dieckmann Anfang der neunziger Jahre hervor; Bausenator Hassemer berief ihn in das neugegründete Berliner Stadtforum. Seine Kommentare zu Bausituation und Bauvorhaben in der neuen Bundeshauptstadt („Wege durch Mitte“, 1995) führten zur Berufung in die Jury des Wettbewerbs zum Bundespräsidialamt und in die Expertenkommission zur historischen Mitte Berlin, in der er mit theoretischer Fundierung für die Erneuerung von Baukörper und Barockfassaden des untergegangenen Schlosses eintrat. Erfahrungen aus dieser Arbeit und seinem früheren langjährigen publizistischen Einsatz für den Wiederaufbau des Opernhauses und der Frauenkirche in Dresden sind in dem Buch „Vom Schloß der Könige zum Forum der Republik / Zum Problem der architektonischen Wiederaufführung“ (2015) niedergelegt.
„Die Energien des unermüdlichen Essayisten Friedrich Dieckmann sind aus den Traditionen des bürgerlichen Kulturprotestantismus hervorgewachsen, die Reformation ist in seinen Schriften allgegenwärtig.“ Seit 1965 publiziert er ohne Unterbrechung in der Literaturzeitschrift Sinn und Form, in der er mit rund 100 Beiträgen (Stand 2023), davon die meisten Essays, so stark vertreten ist wie kaum ein anderer Beiträger der Zeitschrift. Ende 2016 haben zwei Redakteure von Sinn und Form mit ihm ein ausführliches Gespräch über Literatur und Kultur in Ost und West geführt, in dem er über seine Entscheidung für einen Weg als freier Schriftsteller sagte: „Es war ein schneller, harter, jäher Entschluß (...). Es war der Sprung aus dem Reich der Notwendigkeit ins Reich der Freiheit.“

## Auszeichnungen und Ehrungen
- 1983 Heinrich-Mann-Preis
- 1993 Bundesverdienstkreuz 1. Klasse
- 2001 Johann-Heinrich-Merck-Preis
- 2004 Ehrendoktor der Berliner Humboldt-Universität (Dr. phil. h. c.)
- 2007 Verdienstorden des Freistaates Sachsen
- 2013 Richard-Wagner-Preis der Richard-Wagner-Stiftung Leipzig[5]

## Schriften

### Als Autor
- Karl von Appens Bühnenbilder am Berliner Ensemble, Berlin 1971.
- Streifzüge, Berlin u. a. 1977.
- Theaterbilder, Berlin 1979.
- Orpheus, eingeweiht, Berlin 1983, Frankfurt am Main und Leipzig 2006.
- Richard Wagner in Venedig. Eine Collage. Verlag Philipp Reclam jun. Leipzig, 1983 (Reclams Universal-Bibliothek Band 1014)
- Wagner, Verdi / Geschichte einer Unbeziehung, Berlin 1989.
- Wassermusik, (über Holzschnitte von Ludwig von Hofmann) Leipzig 1989.
- Hilfsmittel wider die alternde Zeit, Leipzig u. a. 1990.
- Die Geschichte Don Giovannis, Frankfurt am Main u. a. 1991.
- Glockenläuten und offene Fragen, Frankfurt am Main 1991.
- Vom Einbringen / Vaterländische Beiträge, Frankfurt am Main 1992.
- Dresdner Ansichten / Spaziergänge und Erkundungen, Frankfurt am Main u. a. 1995.
- Temperatursprung / Deutsche Verhältnisse, Frankfurt am Main 1995.
- Wege durch Mitte / Stadterfahrungen, Berlin 1995.
- Franz Schubert / Eine Annäherung, Frankfurt am Main u. a. 1996.
- Der Irrtum des Verschwindens / Zeit- und Ortsbestimmungen, Leipzig 1996.
- Gespaltene Welt und ein liebendes Paar / Oper als Gleichnis, Frankfurt am Main u. a. 1999.
- Die Freiheit ein Augenblick / Texte aus vier Jahrzehnten, Berlin 2002, ISBN 978-3-934344-14-3.
- Was ist deutsch? / Eine Nationalerkundung, Frankfurt am Main 2003.
- Wer war Brecht? / Erkundungen und Erörterungen, Berlin 2003.
- Berlin als Werkraum, Berlin 2005.
- "Diesen Kuß der ganzen Welt!" / Der junge Mann Schiller, Frankfurt am Main u. a. 2005.
- Auf Käferflügeln zum Olymp, Booklet-Beitrag zur Veröffentlichung von Benno Bessons Inszenierung der Komödie "Der Frieden" von Peter Hacks in der Edition Mnemosyne, Neckargemünd 2006, ISBN 3-934012-20-5
- "Bilder aus Bayreuth / Festspielberichte 1977–2006", Berlin 2007.
- "Geglückte Balance / Auf Goethe blickend", Frankfurt am Main u. a. 2008.
- "Meldungen vom Tage" / Lyrische Notizen, Berlin 2009.
- "Deutsche Daten oder Der lange Weg zum Frieden" / 1945•1949•1953•1961•1989, Göttingen 2009.
- "Freiheit ist nur in dem Reich der Träume" / Schillers Jahrhundertwende, Frankfurt am Main 2009. ISBN 978-3-458-17455-4.
- "Pöppelmann oder Die Gehäuse der Lust. Ein Streifzug zum 350. Geburtstag von Matthäus Daniel Pöppelmann", Dresden, Sandstein 2012. ISBN 978-3-942422-96-3.
- Das Liebesverbot und die Revolution; Über Wagner. Insel Verlag, Berlin 2013, ISBN 978-3-458-17569-8.
- "Vom Schloß der Könige zum Forum der Republik / Zum Problem der architektonischen Wiederaufführung", Berlin, Theater der Zeit 2015.
- Blaumalerei. Eine Kriminalgeschichte. Mit acht Zeichnungen von Horst Hussel, Quartus, Bucha bei Jena 2015, ISBN 978-3-943768-34-3.
- Luther im Spiegel. Von Lessing bis Thomas Mann, Quintus-Verlag, Berlin 2016, ISBN 978-3-945256-76-3.
- Kulturnation und Nationalkultur. Von alten und neuen Herausforderungen, Europolis Berlin 2017, ISBN 978-3-9814942-7-3.
- Weltverwunderung. Nachdenken über Hauptwörter, Quintus-Verlag, Berlin 2017, ISBN 978-3-947215-02-7.
- Beethoven und das Glück. Essays, Edition Ornament im quartus-Verlag, Bucha bei Jena 2020, ISBN 978-3-947646-13-5

### Als Herausgeber
- Johannes Dieckmann, Kinder- und Weihnachtslieder für Gesang und Klavier, mit Klaviervariationen von Paul Dessau und Tilo Medek, Edition Breitkopf Nr. 4185, Leipzig 1973
- Karl von Appen, Altes und Neues, Berlin 1975
- Bühnenbildner der Deutschen Demokratischen Republik, Arbeiten aus den Jahren 1971-1977. Henschel Verlag, Berlin 1978
- Wolfgang Amadeus Mozart: Die Zauberflöte, Berlin 1984
- Die Plakate des Berliner Ensembles 1949–1989, (mit Karl-Heinz Drescher), Hamburg 1992
- Wolfgang Amadeus Mozart: Don Giovanni deutsch, Sankt Augustin 1993
- Ernst Bloch: Viele Kammern im Welthaus, Frankfurt am Main 1994
- Die Geltung der Literatur, Berlin 1999
- Stimmen der Freunde. Gerhard Wolf zum 85. Geburtstag, Verlag für Berlin-Brandenburg, Berlin 2013, ISBN 978-3-942476-90-4.